# Wolfgang Ilgenfritz
Wolfgang Ilgenfritz (* 10. Jänner 1957 in Villach, Kärnten; † 18. Jänner 2013) war ein österreichischer Politiker (FPÖ).

## Leben
Wolfgang Ilgenfritz besuchte die Volksschule, die Hauptschule und die Handelsakademie in Villach, studierte Betriebswirtschaft an der Universität Graz und erwarb den Titel Magister der Sozial- und Wirtschaftswissenschaften. Daraufhin war er fünf Jahre lang für eine große Kärntner Steuerberatungskanzlei zuständig, ab 1986 arbeitete er als selbstständiger Steuerberater und Wirtschaftsprüfer. Er war zudem Geschäftsführer der Treuhand-Union Steuerberatungs- und Wirtschaftsprüfungsgesellschaft und gehörte dem Vorstand der autonomen Wirtschaftstreuhänder an.
Bei der FPÖ gehörte Ilgenfritz dem Parteivorstand von Villach an und war Gemeinderat. Er war Versicherungsvertreter in der Kontrollversammlung der Kärntner Gebietskrankenkasse und gehörte dem Kammertag der Kammer der Wirtschaftstreuhänder an. Ab 1997 saß er im Gemeinderat von Villach. Von 1999 bis 2004 gehörte er dem Europäischen Parlament an.
Ilgenfritz lebte mit seiner Familie in Treffen (Kärnten). Er starb an einem plötzlichen Herztod.